# Бояна
Боя́на (болг. Бояна) — село у Варненській області Болгарії. Входить до складу общини Вилчий Дол.

## Населення
За даними перепису населення 2011 року у селі проживали 236 осіб.
Національний склад населення села:
| Національність   | Кількість осіб | Відсоток |
| ---------------- | -------------- | -------- |
| цигани           | 105            | 47,3%    |
| болгари          | 63             | 28,4%    |
| турки            | 54             | 24,3%    |
| інша             | 0              | 0%       |
| не визначились   | 0              | 0%       |
| Всього відповіли | 222            |          |

Розподіл населення за віком у 2011 році:
Динаміка населення: